# Кортні Енн Купец
Кортні Енн Купец (англ. Courtney Anne Kupets; нар. 27 липня 1986) — американська гімнастка, дворазова чемпіонка світу.

## Біографія
Кортні Енн Купец народилася у Бедфорді, але зростала у місті Гейтерсбург (Меріленд). Займалася гімнастикою у клубі «Hill's Gymnastics». У 2002 році Купец стала чемпіонкою світу у вправах на різновисоких брусах. На наступному чемпіонаті світу Купец перемогла у командному багатоборстві. Після успіху на Олімпійських іграх в Афінах Кортні виступала за студентську команду університету Джорджії.